# Визеу (округ)
Округ Визеу (порт. Distrito de Viseu) — округ в северной Португалии. Округ состоит из 24 муниципалитетов. Распределён между двумя статистическими регионами: Северный регион, Центральный регион. Распределён между тремя статистическими субрегионами: Дан-Лафойнш, Доуру, Тамега. В составе округа имеются 2 городские агломерации: Большая Коимбра, Большое Визеу. Ранее входил в состав провинции Бейра-Алта и Дору-Литорал. Территория — 5011 км². Население — 377 653 человека. Плотность населения — 75,36 чел./км². Административный центр — город Визеу.

## География
Регион граничит:
- на севере — округа Порту, Вила-Реал, Браганса
- на востоке — округ Гуарда
- на юге — округ Коимбра
- на западе — округ Авейру

## Муниципалитеты
Округ включает в себя 24 муниципалитета:
1. Санта-Комба-Дан
2. Возела
3. Синфайнш
4. Визеу
5. Каштру-Дайре
6. Тондела
7. Резенде
8. Тарока
9. Ламегу
10. Оливейра-де-Фрадеш
11. Табуасу
12. Сан-Педру-ду-Сул
13. Сан-Жуан-да-Пешкейра
14. Сатан
15. Моимента-да-Бейра
16. Мангуалди
17. Вила-Нова-де-Пайва
18. Нелаш
19. Пенедону
20. Сернанселье
21. Мортагуа
22. Каррегал-ду-Сал
23. Пеналва-ду-Каштелу
24. Армамар